# Yves Desmarais
Yves Desmarais ( * 1918 - 2013 ) fue un botánico canadiense.

## Algunas publicaciones
- 1952. Dynamics of Leaf Variations in the Sugar Maples. Contributions du Département de biologie 1. Edición reimpresa de Départ. de biologie, Univ. Laval, 387 pp.
- 1948. Dynamics of leaf variation in the sugar maples. Editor Univ. of Wisconsin--Madison, 414 pp.

## Honores
- La abreviatura «Desmarais» se emplea para indicar a Yves Desmarais como autoridad en la descripción y clasificación científica de los vegetales.[1]